# Fortificações da Amazônia

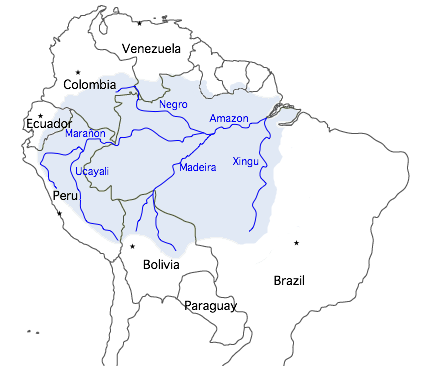
Bacia do rio Amazonas
hidrovia por excelência desde o Brasil Colônia

A ereção de fortificações na Amazônia prende-se ao processo de conquista e exploração econômica da região, assim como a aspectos de soberania de fronteiras e dos direitos de navegação na bacia do rio Amazonas, em termos de Relações Internacionais.

## Historiografia
Uma historiografia das Fortificações da Amazônia parte, necessáriamente, do trabalho de seis historiadores (ROCQUE, 1968:738):
- Augusto Fausto de Sousa, em âmbito nacional, em memória apresentada ao Instituto Histórico e Geográfico Brasileiro, publicada na revista daquele órgão (tomo XLVIII, 2a. parte), ainda na segunda metade do século XIX;
- Arthur Vianna, em âmbito regional, em artigos publicados no tomo IV dos Anais da Biblioteca e Arquivo Público do Pará, em 1905;
- Aníbal Amorim, general do Exército Brasileiro, em âmbito nacional, em artigos publicados nos Boletins do Estado-Maior do Exército, entre os anos de 1915 a 1921;
- Carlos Miguez Garrido, em âmbito nacional, em obra publicada em separata ao Volume III dos Subsídios para a História Marítima do Brasil, do Ministério da Marinha, em 1940;
- Aníbal Barreto, coronel do Exército Brasileiro, em âmbito nacional, em obra publicada pela Biblioteca do Exército Editora, em 1958; e
- Artur César Ferreira Reis, em âmbito regional, através da Revista do Serviço do Patrimônio Histórico e Artístico Nacional, em 1943, e em folheto editado pelo Governo do estado do Amazonas, em 1966.

Complementarmente, o estudioso do tema encontra informações valiosas nas obras e observações dos seguintes autores, clássicos para a região:
- Alexandre Rodrigues Ferreira, líder da expedição amazônica portuguesa de 1783 a 1792;
- Alfred Russel Wallace, líder da expedição amazônica inglesa de maio de 1848 a julho de 1852;
- Antônio Ladislau Monteiro Baena, militar português e brasileiro;
- Aureliano Tavares Bastos, jornalista e político brasileiro;
- Bernardo Pereira de Berredo e Castro;
- Gastão Cruls;
- Henry Walter Bates, companheiro de Wallace na expedição amazônica;
- João Daniel, missionário jesuíta português que viveu na região entre 1741 e 1757;
- Jean Louis Rodolphe Agassiz.

## Engenheiros militares
Entre os profissionais em ação na região - arquitetos e engenheiros militares -, destacam-se os nomes de:
- Domingos Sambucetti
- Henrique António Galluzzi